# Nicole Knüsel
Nicole Knüsel (* 17. Januar 1996) ist eine Schweizer Grasskiläuferin. Sie gehört dem Schweizer Juniorenkader an und startete 2011 erstmals im Weltcup sowie bei Weltmeisterschaften.

## Karriere
Nach zahlreichen Erfolgen in den Nachwuchskategorien der Schweizer Meisterschaften (unter anderem jeweils alle vier Titel in der Jugendklasse 2008 und 2009) und des Swiss-Cup sowie im FIS-Schülercup nahm Nicole Knüsel ab 2011 auch an FIS- und Weltcuprennen teil. Ihr erstes und in der Saison 2011 einziges Weltcuprennen fuhr sie am 5. Juni auf der Marbachegg. Diesen Super-G beendete sie an sechster Position. Aufgrund nur eines Weltcupstarts kam sie im Gesamtweltcup nur auf den 15. und letzten Platz. Im August und September nahm Knüsel an der Weltmeisterschaft 2011 und der zugleich ausgetragenen Juniorenweltmeisterschaft am Atzmännig bei Goldingen teil. Bei den Juniorinnen erzielte sie jeweils Platz sechs im Slalom sowie im Super-G und damit Rang vier in der daraus gebildeten Kombination. Im Junioren-Riesenslalom kam sie nicht ins Ziel. In der Allgemeinen Klasse nahm sie am Super-G und am Riesenslalom teil, wo sie jeweils Elfte wurde. In der Saison 2012 bestritt Knüsel keine Wettkämpfe.

## Erfolge

### Weltmeisterschaften
- Goldingen 2011: 11. Riesenslalom, 11. Super-G

### Juniorenweltmeisterschaften
- Goldingen 2011: 4. Kombination, 6. Slalom, 6. Super-G

### Weltcup
- Eine Platzierung unter den besten zehn